# 日落之後
《日落之後》是一部收錄美國暢銷作家史蒂芬·金作品的短篇小說集，由斯克裡布納出版社於2008年11月11日發行精裝本，書封是立體的標題。繁體中文版由皇冠出版社於2010年9月出版。史蒂芬·金的官方網站於2008年2月6日透漏這個作品集的名字《日落之前》（Just Past Sunset），但大約一個月後又稍作修改為《日落之後》（Just After Sunset）。此外，史蒂芬·金也曾考慮定名為《Just Past Sunset》、《Pocket Rockets》及《Unnatural Acts of Human Intercourse》。
同年2月19日，史蒂芬·金的官方網站又透露作品集共有十二篇故事，並提到可能會再加一篇「額外的故事」。於是在4月16日，《地獄來的貓》出現在名單上。
史蒂芬·金原本要寫一篇長篇小說，然而在他獲邀去編輯《美國最佳短篇故事》（Best American Short Stories）系列後，他決定改寫短篇小說。
出於史蒂芬·金的要求，出版社發行了附有DVD的限量版，該DVD收藏二十五集由《N.》改編的動畫。

## 收錄故事
| 故事標題 原文標題                                                  | 先前發表於                                          |
| ------------------------------------------------------------------ | --------------------------------------------------- |
| 《薇拉》 Willa                                                     | 《花花公子》2006年                                  |
| 《薑餅女孩》 The Gingerbread Girl                                  | 《Esquire》2007年                                   |
| 《哈維的夢》 Harvey's Dream                                        | 《紐約客》2003年                                    |
| 《休息站》 Rest Stop                                               | 《Esquire》2003年                                   |
| 《健身腳踏車》 Stationary Bike                                     | 《Borderlands 5》2003年                             |
| 《他們留下的東西》 The Things They Left Behind                     | 《Transgressions》2005年                            |
| 《畢業午後》 Graduation Afternoon                                  | 《Postscripts》2007年                               |
| 《N.》 N.                                                          | 從未發表                                            |
| 《地獄來的貓》 The Cat from Hell                                   | 《Cavalier》1977年                                  |
| 《紐約時報訂閱優惠中》 The New York Times at Special Bargain Rates | 《The Magazine of Fantasy & Science Fiction》2008年 |
| 《啞巴》 Mute                                                      | 《花花公子》2007年                                  |
| 《阿亞娜》 Ayana                                                   | 《The Paris Review》2007年                          |
| 《進退維谷》 A Very Tight Place                                    | 《Timothy McSweeney's Quarterly Concern》2008年     |

## 與史蒂芬·金其他小說的關聯
- 《N.》

《N.》提到了城堡岩小鎮，這個虛構小鎮是史蒂芬·金眾多故事的發生地點，包括《再死一次》、《黑暗之半》和《必需品專賣店》。此外也提到了切斯特米鎮（Chester's Mill），該鎮是他的下一部作品《穹頂之下》的背景城鎮。
- 《啞巴》

在故事的第二章，主角的開車的目的地是德里市。德里市是《牠》的背景城鎮。

## 額外連結
- 《日落之後》預告片 （页面存档备份，存于）